# GameSpy
GameSpy war eine Softwaresammlung, die im Bereich der Multiplayer-Computerspiele eingesetzt wurde. Außerdem war GameSpy ein Online-Magazin für PC- und Videospiele. Sie wurde von GameSpy Industries als Teil des IGN-Netzwerks vertrieben.

## Unternehmensgeschichte
Das Unternehmen wurde 1997 in San Francisco gegründet. Im März 2004 übernahm IGN, Betreiber des gleichnamigen Online-Spielemagazins, das Unternehmen für rund 55 Millionen US-Dollar und integrierte es in sein Website-Netzwerk. Seit 2005 war Gamespy zusammen mit IGN Teil der News Corporation. 2012 verkaufte IGN das Unternehmen mit der Technologiesparte für rund 2,8 Millionen US-Dollar an Glu Mobile. Das Onlinemagazin blieb dabei jedoch Teil des IGN-Netzwerks. Im Februar 2013 übernahm schließlich der Medienkonzern Ziff Davis das IGN Network von der News Corp. Der neue Eigner beschloss, sich auf die Kernmarken IGN und AskMen zu konzentrieren. Im Zuge der Neuausrichtung wurden die Netzwerkseiten GameSpy, UGO Entertainment und 1Up.com daher geschlossen. 2013 wurde das Lizenzgeschäft eingestellt. Ende Mai 2014 wurde auch der Multiplayerdienst komplett eingestellt.

## Funktion
Der Benutzer wählte aus einer Liste das Computerspiel aus, welches er spielen wollte. Das Programm erfragte daraufhin eine Liste von Gameservern von einem GameSpy-Masterserver, um Spieleranzahl und Latenzzeit zu ermitteln. GameSpy unterstützte über 800 Spiele.
Eine weitere Funktionalität war das automatische Patchen von installierten Spielen.

## Bestandteile
Die GameSpy-Software bestand aus:
- GameSpy Arcade – Serversuchmaschine (Server Browser)
- GameSpy 3D – Serversuchmaschine (Server Browser)
- Roger Wilco – Voice-Chat-Tool

### GameSpy Arcade
GameSpy Arcade bot mit PlayerSpy zu jedem Spiel Chatkanäle und mit DemoSpy eine automatische Suche nach Demos und Patches. Zudem automatisierte es die Installation.

#### Unterstützte Spiele (Auswahl)
- Age-of-Empires-Serie / Age of Mythology
- America’s Army
- Anno 1503
- Arma 2[9]
- Star Trek: Armada II
- Baldur’s-Gate-Serie
- Battle Realms
- Battlefield 2[10]
- Blitzkrieg
- Borderlands[11]
- Call of Duty
- Command & Conquer: Alarmstufe Rot 2
- Command & Conquer: Renegade
- Command & Conquer: Generäle[12]
- Command & Conquer 3: Tiberium Wars
- Counter-Strike
- Crysis/Crysis 2[13]
- Doom 3
- DTM Race Driver 3
- Empire Earth 2
- Empire Earth 3
- Fallout Tactics
- Flight Simulator X
- Ghost Recon: Advanced Warfighter
- Giants: Citizen Kabuto
- Gotcha!
- Grand Theft Auto IV[14]
- Half-Life
- Halo: Kampf um die Zukunft
- Der Herr der Ringe: Die Schlacht um Mittelerde
- Der Herr der Ringe: Die Schlacht um Mittelerde 2
- Der Herr der Ringe: Die Schlacht um Mittelerde 2 – Aufstieg des Hexenkönigs
- Heroes of Might and Magic IV
- Homeworld 2
- Knights of Honor
- Max Payne 3[14]
- NASCAR Thunder 2003
- NASCAR Thunder 2004
- Need for Speed: Hot Pursuit 2[10]
- Neverwinter Nights
- No-One-Lives-Forever-Serie
- Painkiller
- ParaWorld
- Quake II / Quake III Arena
- Return to Castle Wolfenstein / Wolfenstein: Enemy Territory
- Rome: Total War
- Rush for Berlin
- SWAT 4
- S.W.I.N.E.
- Saints Row 2
- Serious Sam II[15]
- Sid Meier’s Civilization II, III und IV[11]
- S.T.A.L.K.E.R.: Shadow of Chernobyl
- Star Wars: Battlefront[12]
- Stronghold / Stronghold Crusader / Stronghold Legends
- Test Drive Unlimited
- Tony Hawk’s Underground 2
- Unreal- und Unreal-Tournament-Serien
- Vietcong 2

### GameSpy 3D
GameSpy 3D unterstützte nahezu ausschließlich Ego-Shooter (s. u.) und war eine abgespeckte Version von GameSpy Arcade. Auch hier existierte eine kostenlose Trial-Version und eine kostenpflichtige Kaufversion.

#### Unterstützte Spiele
- Aliens vs. Predator 2
- America’s Army: Operations
- Baldur’s Gate II: Schatten von Amn
- Battlestations Midway
- Battlefield 1942
- Battlezone II
- Blood (Computerspiel)
- Chaser
- Codename: Eagle
- Command & Conquer: Renegade
- Daikatana
- Deer Hunter 4
- Descent 3
- Drakan: Order of the Flame
- Star Trek: Voyager – Elite Force
- Global Operations
- Half-Life
- Heretic 2
- Hexen 2
- Star Wars Jedi Knight II: Jedi Outcast
- Kingpin: Life of Crime
- KISS Psycho Circus
- Medal of Honor
- No One Lives Forever
- Operation Flashpoint
- Quake
- Quake II
- Quake III: Team Arena
- Return to Castle Wolfenstein
- Rune
- Serious Sam
- Serious Sam 2nd Encounter
- Shogo: Mobile Armor Division
- SiN
- Soldier of Fortune
- SWAT 4
- The Wheel of Time
- Tom Clancy’s Rainbow Six: Rogue Spear
- Tribes
- Tribes 2
- Turok 2: Seeds of Evil
- Unreal
- Unreal Tournament

Beinahe der komplette Datenverkehr der Online-Dienste der Wii und des Nintendo DS wurde über GameSpy-Server abgewickelt, was schließlich zur frühzeitigen Abschaltung dieser Dienste führte.

## Weitere Serversuchmaschinen
- The All Seeing Eye
- QStat / XQF
- HLSW
- GameRanger